# Himeshima, Ōita
Himeshima (japanska: 姫島村?, Himeshima-mura) är en landskommun i Ōita prefektur i södra Japan. Den ligger på ön Himeshima cirka fyra kilometer utanför Kyūshūs kust. Namnet betyder Prinsessön.